# نجدي حافظ
نجدي حافظ  (21 أغسطس 1929 - 16 أبريل 2007) هو مخرج ومنتج سينمائي مصري 

## حياته ونشأته
حصل على دبلوم التجارة عام 1950، بدأ حياته الفنية كمساعد مخرج مع عدد من المخرجين منذ عام 1951، منهم: أحمد كامل مرسي، وعز الدين ذو الفقار، ومحمود ذو الفقار.
سافر إلى سوريا للعمل عام 1970، وأخرج هناك: «جسر الأشرار» عام 1971، «امرأة تسكن وحدها» عام 1971، و«شباب في محنة» عام 1972. وعمل منتج لعدد من الأفلام.
تم تصنيف فيلم «مطاردة غرامية» لنجدي حافظ في المركز 89 على قائمة أفضل 100 فيلم كوميدي مصري، بناءً على اختيار مهرجان الإسكندرية السينمائي لدول البحر الأحمر والجمعية المصرية لكتاب ونقاد السينما.
توفي في 16 أبريل 2007 بعد صراع مع المرض.

## مجموع أعماله
امتد عمله 42 سنة من عام 1952 وحتى 1994.
عمل في هذه الفترة:
ملاحظ سيناريو في 12 عمل سينمائي.
معد السكريبت في عمل سينمائي واحد.
منتج في 5 أعمال سينمائية.
تأليف (قصة وسيناريو وحوار) في عملين سينمائيين.
مساعد مخرج في 14 عمل سينمائي.
مخرج في 26 عمل سينمائي منذ 1962 وحتى 1994.

## قائمة أعماله في الإخراج
قدم نجدي حافظ وعلى مدار 32 عاما 26 فيلم:
- فيلم «جدعان الحلمية» عام 1994 بطولة حسين الشربيني، محمود الجندي، وفايزة كمال.
- فيلم «الرجالة في خطر» عام 1993 بطولة يونس شلبي، سمير غانم، ودلال عبد العزيز.
- فيلم «الراقصة والحانوتي» عام 1992، بطولة سمير غانم، دلال عبد العزيز، وحسن الأسمر.
- فيلم «سنوات الخطر» عام 1985، بطولة شويكار، سماح أنور، وهشام سليم.
- فيلم «الجواز للجدعان» عام 1983، بطولة سمير غانم، هالة فاخر، وإيمان.
- فيلم «خلف أسوار الجامعة» عام 1981، بطولة شويكار، سعيد صالح، ويونس شلبي.
- فيلم «أريد حباً وحناناً» عام 1978، بطولة ميرفت أمين، فريد شوقي، وعادل أدهم.
- فيلم «الأحضان الدافئة» عام 1974، بطولة زبيدة ثروت، سمير صبري، وسمير غانم.
- فيلم «النصابين الخمسة» عام 1974، بطولة نور الشريف، ناهد شريف، وبوسي.
- فيلم «شقة للحب» عام 1973، بطولة ماجدة الخطيب، محمد عوض، ونجاح حفيظ.
- فيلم «زواج بالإكراه» عام 1972، بطولة نور الشريف، سهير رمزي، ورفيق السبيعي.
- فيلم «شباب في محنة» عام 1972، بطولة حسن يوسف، نبيلة عبيد، وإبراهيم خان.
- فيلم «الحسناء واللص» عام 1971، بطولة حسن يوسف، ميرفت أمين، وسهير رمزي.
- فيلم «امرأة تسكن وحدها» عام 1971، بطولة نهاد قلعي، دريد لحام، وآمال رمزي.
- فيلم «جسر الأشرار» عام 1971، بطولة فريد شوقي، ناهد شريف، ومحمود جبر.
- فيلم «ربع دستة اشرار» عام 1970، بطولة شويكار، فؤاد المهندس، وعبد المنعم مدبولي.
- فيلم «رضا بوند» عام 1970، بطولة محمد رضا، شويكار، ومحمود المليجي.
- فيلم «الحرامي» عام 1969، بطولة فريد شوقي، سهير المرشدي، والضيف أحمد.
- فيلم «كيف تسرق مليونير» عام 1968، بطولة محمد عوض، عبد المنعم إبراهيم، ومحمد رضا.
- فيلم «مطاردة غرامية» عام 1968، بطولة فؤاد المهندس، شويكار، وعبد المنعم مدبولي.
- فيلم «اجازة بالعافية» عام 1966، بطولة فؤاد المهندس، محمد عوض، وشويكار.
- فيلم «رجل وامرأتان» عام 1966، بطولة يحيى شاهين، هند رستم، وسميحة توفيق.
- فيلم «شباب وحب ومرح» عام 1964، بطولة نادية لطفي، عماد حمدي، وفؤاد المهندس.
- فيلم «الجريمة الضاحكة» عام 1963، بطولة أحمد مظهر، سعاد حسني، ومحمود المليجي.
- فيلم «حياة عازب» عام 1963، بطولة شكري سرحان، نادية لطفي، وعبد المنعم إبراهيم.
- فيلم «الرجل الثعلب» عام 1962، بطولة فريد شوقي، ريري، وأمينة رزق.

## وصلات خارجية
- نجدي حافظ على موقع IMDb (الإنجليزية)
- نجدي حافظ على موقع الدهليز
- نجدي حافظ على موقع قاعدة بيانات الأفلام العربية
- نجدي حافظ على موقع قاعدة بيانات الفيلم (الإنجليزية)
- نجدي حافظ على موقع الدهليز

https://alfurat.com/directors/25 نجدي حافظ